# Melanoseps emmrichi
Espèce
Melanoseps emmrichi est une espèce de sauriens de la famille des Scincidae.

## Répartition
Cette espèce est endémique des monts Uluguru en Tanzanie. Elle se rencontre entre 1 500 et 1 650 m d'altitude.

## Description
C'est un saurien vivipare.

## Étymologie
Cette espèce est nommée en l'honneur de Dietmar Emmrich.

## Publication originale
- Broadley, Whiting & Bauer, 2006 : A revision of the East African species of Melanoseps Boulenger (Sauria: Scincidae: Feylininae). African Journal of Herpetology, vol. 55, no 2, p. 95-112.